# 다니카와역
다니카와역(일본어: 谷川駅, たにかわえき 다니카와에키[*])은 일본 효고현 단바시에 위치한 서일본 여객철도의 역이다.
정차 편수는 적지만 특급 기타긴키 호, 단고 익스플로러 호의 일부가 정차한다. 덧붙여 대낮에 상행 기타긴키 호와 하행 기타긴키 호의 교행이 이루어질 때 정차하기도 한다. 시간 당 상하행선과 가코가와선을 합쳐 평균 3~5편 정도의 열차밖에 정차하지 않는다. 오사카 근교 구간의 종단역 중 하나이다.
현재는 다니카와의 '카'가 '가'(が)로 촉음화되어 발음되기도 한다.

## 역 구조
후쿠치야마 선용의 상대식 승강장 2면 2선과 가코가와선 전용의 한쪽 방향이 막힌 단식 승강장 1면 1선, 총 2면 3선의 지상역이다. 예전에 후쿠치야마 선 승강장은 2면 3선이었다. 이 때문에 3번 승강장은 결번이었었다. 역사는 1938년에 처음 지어져 다소 오래되었지만 운전 취급의 규모 확대에 의해 증축되었다. 현재는 대합실, 개찰구, 창구와 사무실의 일부만 사용되고 있다. 역무원이 상주하는 유인역으로 이코카 및 교통카드의 사용이 불과하다. 또 서일본 여객철도 후쿠치야마 메인테크에 의해 위탁 영업을 받고 있다.

### 승강장
| 1 | ■ 후쿠치야마선 | (하행)       | 후쿠치야마 방면            | (보통 및 쾌속만)           |
| 1 | ■ 후쿠치야마선 | (상행)       | 사사야마구치 · 산다 방면   | (보통 및 쾌속만)           |
| 2 | ■ 후쿠치야마선 | (하행)       | 후쿠치야마 방면            | (특급)                     |
| 2 | ■ 후쿠치야마선 | (상행)       | 사사야마구치 · 산다 방면   | (특급 및 일부 쾌속·보통)   |
| 4 | ■ 가코가와선   | ■ 가코가와선 | 니시와키시 · 가코가와 방면 | 니시와키시 · 가코가와 방면 |

후쿠치야마 선 승강장은 쌍단선 형태로 1번 승강장이 상하행 부본선, 2번 승강장이 상하행 본선이다.

## 역사
- 1899년 5월 25일: 한카쿠 철도 사사야마구치 ~ 가이바라 간에 연장하여 개업.
- 1907년 8월 1일: 국유화에 따라 일본국유철도 소속이 되었다.
- 1909년 10월 12일: 노선 명칭 제정에 따라 한카쿠 선의 일부가 되었다.
- 1912년 3월 1일: 노선 명칭 개정에 따라 한카쿠 선의 후쿠치야마 선 이남이 후쿠치야마 선으로 개칭되어 그 일부가 되었다.
- 1987년 4월 1일: 민영화에 의해 서일본 여객철도의 소속이 되었다.
- 2003년 11월 1일: 이코카의 사용이 개시되었다.

## 인접정차역
| 서일본 여객철도 후쿠치야마 선 | 서일본 여객철도 후쿠치야마 선 | 서일본 여객철도 후쿠치야마 선 |
| ----------------------------- | ----------------------------- | ----------------------------- |
| 시모타키 오사카 방면          | ■ 후쿠치야마 선               | 가이바라 후쿠치야마 방면      |
| 서일본 여객철도 가코가와 선   |                               |                               |
| 구게무라 가코가와 방면        | ■ 가코가와 선                 | 시·종착역                     |